# Oenus (řeka v Řecku)
Oenus (starořečna: Οἰνοῦς, řecky: Οινούντας – Oinountas, nazývaná také Kelefina) je řeka na poloostrově Peloponés v jižním Řecku. Pramení v pohoří Parnon, protéká jihozápadním směrem a vlévá se do řeky Evrotas ve vzdálenosti něco málo přes kilometr před Spartou. (Polyb. Ii. 65, 66; Liv. Xxxiv. 28.) Hlavním přítokem Oenu byl Gorgylus (řecky: Γόργυλος, Polyb. Ii. 66), pravděpodobně dnešní řeka Vresthena. (Leake, Peloponnesiaca, s. 347.) Část Sparty, obecní jednotka Oinountas, byla pojmenována právě podle řeky Oenus (Oinountas).